# Game Network
Game Network – włoska stacja telewizyjna poświęcona grom komputerowym.
Wersja włoska zakończyła nadawanie 17 września 2005, natomiast wersja angielska 27 lutego 2006.

## Programy
- Charts
- Game Clip
- Game Network On Air
- Game or Alive
- Gaming Soon
- Lucky Preview
- Preview
- Start